# Himzo Polovina
Himzo Polovina (ur. 11 marca 1927 w Mostarze, zm. 5 sierpnia 1986 w Plavie) – bośniacki piosenkarz i autor piosenek, jeden z najbardziej znanych wykonawców sevdalinek.

## Życiorys
Był synem Mušana Poloviny  i Ivanki z d. Hlebec. Ojciec Himzy grał na šargiji i śpiewał sevdalinki. Himzo w dzieciństwie towarzyszył ojcu, śpiewając w chórkach, wspólnie z rodzeństwem. Działał w sekcji recytatorskiej muzułmańskiego stowarzyszenia ITIHAD. W latach 30. pod kierunkiem czeskiego muzyka Karela Malačka uczył się gry na skrzypcach. Uczył się w gimnazjum w Zagrzebiu. Od 1947 występował w zespole ludowym Abrašević, podróżując wraz z nim po całej Jugosławii. W latach 50. odbył studia medyczne na Uniwersytecie w Sarajewie, specjalizując się w neuropsychiatrii. W czasie studiów występował w klubach studenckich. Po zakończeniu studiów pracował w szpitalu w Sarajewie jako psychoterapeuta. Zmarł na atak serca w sierpniu 1986, po jednym z koncertów w Czarnogórze. Pochowany na cmentarzu Bare w Sarajewie.

## Kariera muzyczna
W styczniu 1953 nagrał kilka piosenek dla Radia Sarajewo. Występ w radiu rozpoczął intensywny okres w jego karierze muzycznej. Przez trzydzieści lat występował na koncertach publicznych, ale także w szpitalach, sierocińcach i domach opieki. Nagrał 10 albumów (w tym jeden z Dušanką Labor), z których dwa ukazały się już po jego śmierci i 16 singli.

## Życie prywatne
Był żonaty (żona Fikreta z d. Medošević), miał córkę Rubinę i syna Edmira.

## Dyskografia
- 1972: Narodne pjesme iz Bosne i Hercegovine
- 1975: U sutonu jedne proljetne noći
- 1976: Kradem ti se u večer
- 1979: Kliknu vila sa vrha porima
- 1984: Sevdah i suze
- 1987: Magla pala od pola Sarajeva
- 1988: Himzo Polovina